# Mouwatinoun
Mouwatinoun (arabe : مواطنون), qui signifie Citoyens, est un hebdomadaire arabophone tunisien fondé le 15 janvier 2007. Imprimé au format tabloïd, il est l'organe du parti Ettakatol.
Lu par un groupe plutôt marginal d'intellectuels, il est suspendu pendant plusieurs semaines et subit régulièrement des campagnes de harcèlement de la part des autorités tunisiennes selon Arab Press Network.